# Almindelig vaskebjørn
Den almindelige vaskebjørn (Procyon lotor) har naturlig udbredelse i Amerika fra Canada i nord til Panama i syd. I de sidste 60 år er der dog dannet bestande rundt om i Europa af dyr undsluppet fra pelsfarme. I naturen lever vaskebjørnen i skove med bække og søer.
Vaskebjørnen har fået sit navn, fordi det ofte ser ud, som om den vasker sin føde. Der er dog mere tale om, at den bruger en kraftigt udviklet følesans i forpoterne til at identificere fødeemner fundet under vand. Vaskebjørnen er aktiv om natten, hvor den ofte er på besøg i folks haver for at se efter mad i skraldespandene. I USA er vaskebjørnen en stor plage, når den plyndrer skraldespande. Derfor lægger man tit gift ud eller sætter fælder op.
Den almindelige vaskebjørn måler 60-100 cm og vejer 2-12 kg. Pelsens farve er grå til næsten sort, men ofte er der brun eller rød tone i pelsen. Halen har sorte ringe, og over øjnene bærer vaskebjørnen en sort maske.
Vaskebjørnens parringstid er fra januar til marts, og ungerne fødes i april-juni. Den er drægtig i 63 dage og får 3-6 unger om året.
I naturen er levealderen for en vaskebjørn mellem 2 og 6 år, dog findes der eksempler på, at den kan blive op til 22 år i fangenskab.
I Danmark er vaskebjørnen fundet på 47 lokaliteter spredt over det meste af Danmark.

## Udbredelsesområde

### Vaskebjørne i Amerika
Vaskebjørnens oprindelige leveområde er Nordamerika fra Panama over Mexico og hele USA til det sydlige Canada, med undtagelse af ørkener og de høje bjerge i Rocky Mountains.

### Vaskebjørne i Europa
De vaskebjørne som lever i Europa, nedstammer fra dyr, som er ud- eller undsluppet fra pelsfarme. På grund af dette regnes vaskebjørnen hovedsagelig som en fremmed art, men i Tyskland betragtes den nu som hjemmehørende. I store dele af Tyskland findes nu stabile vaskebjørnspopulationer, som i alt menes at beløbe sig til ca. ½ mio. dyr. Andre leveområder er i Kaukasus og i Nordfrankrig. 
Bemærkelsesværdigt er det, at de fleste vaskebjørne i Tyskland stammer fra to par, som den 12. april 1934 blev udsat ved Eder-søen sydvest for Kassel . Genetiske undersøgelser har vist, at også de dyr, som nu lever længst bort fra udsætningsstedet, stammer fra disse fire vaskebjørne. Udsætningen blev foretaget af lokale forst- og jagtfolk på trods af protester fra flere fremtrædende zoologer, blandt andre Carl Hagenbeck fra Hagenbeck Tierpark i Hamborg, som i sin egen zoo havde oplevet, hvorledes en undsluppen vaskebjørn raserede fuglereder og tog smågnavere i stor stil. En sejlivet myte om, at udsætningen ved Eder-søen skete på ordre af Hermann Göring, synes ikke at være rigtig. Myten har ført til, at vaskebjørnen i engelsk litteratur ofte omtales som "nazi-racoon". I den bevarede sagsakt om udsætningen er der imidlertid intet, der tyder på, at Hermann Göring har været involveret i sagen. 

### Vaskebjørne i byerne
Den første oplysning om vaskebjørne i byområder stammer fra 1920'erne, hvor dyret levede i forstæderne til Cincinnati, Ohio. I 1950'erne var der også kommet populationer i Washington, Chicago og Toronto. I Europa fandt man i 1960'erne mange vaskebjørne i Kassel. Denne by regnes endnu som Europas vaskebjørnehovedstad.

### Vaskebjørne i Danmark
Der er foreløbig kun fundet enkelte vaskebjørne i Danmark, formentlig dyr undsluppet fra fangenskab. Da der findes en population lige syd for grænsen, må det forventes, at vaskebjørnen med tiden også vil slå sig ned her i landet. I jagtåret 2012-13 blev der indberettet 21 nedlagte vaskebjørne i Danmark.

## Reference
1. ↑  Kassel Waschbären Historie (tysk)
2. ↑  Deutsche Presse-Agentur-artikel gengivet i Flensborg Avis 11. april 2009
3. ↑  dr.dk hentet 23. februar 2023
4. ↑  Vildtudbyttestatistik for jagtsæsonen 2012/13 - DCE - Nationalt Center for Miljø og Energi

## Ekstern henvisning
- http://www.naturstyrelsen.dk/Naturbeskyttelse/Artsleksikon/Dyr/Pattedyr/Rovdyr/Vaskebjoern/ Arkiveret 8. maj 2013 hos  Wayback Machine